# Інтерполяція (популярна музика)
Інтерполяція (також відтворений семпл) у популярній музиці стосується використання мелодії або частин мелодії (часто зі зміненим текстом) із раніше записаної пісні, з метою повторного запису мелодії замість її безпосереднього семплювання. Інтерполяція часто використовується, коли виконавець або лейбл, якому належить запис музики, відмовляється надати ліцензію на семпл або якщо ліцензування музичного твору є занадто дорогим.